# Toyohira-gawa
La rivière Toyohira (豊平川, Toyohira-gawa) est un cours d'eau du Japon qui traverse la préfecture de Hokkaidō. C'est un affluent du fleuve Ishikari.

## Toponymie
Avant l'ère Meiji (1868-1912), la rivière Toyohira était connue sous le nom de Sapporo pet (サッポロ・ペッ) un nom d'origine aïnoue, langue parlée par les Aïnous, peuple aborigène du nord du Japon. « Pet (ペッ) » est un terme général pour désigner un cours d'eau et « Sapporo » lui-même dérivé des mots aïnous « sat (サッ) » et « poro (ポロ) », signifiant respectivement « sec » et « large ». Le nom originel de la rivière décrit un cours d'eau intermittent au lit large par endroits.
Durant l'ère Meiji, le toponyme « Toyohira (豊平) » s'impose. Il dérive d'une expression aïnoue : « toye pira (トイェ・ピラ, litt. « falaise effondrée ») », correspondant à un élément topographique d'une rive de la rivière, situé près du pont Toyohira (pointe nord de l'arrondissement Toyohira),.

## Géographie
D'une longueur de 72,5 km, la rivière Toyohira a une superficie de drainage de 859 km2 et traverse les villes de Sapporo et d'Ebetsu.

## Environnement
La rivière Toyohira abrite le Musée vivant du Saumon de la Toyohira (ja) qui alimente des programmes de réintroduction du saumon dans les rivières de Hokkaidō,.